# ルリソウ属
ルリソウ属（ルリソウぞく、漢字表記：瑠璃草属、学名：Genus Omphalodes）は、ムラサキ科の属の1つ。

## 特徴
多年草または一年草。根出葉には長い葉柄があるか、または茎の基部が長く伸び、茎につく葉は少数あり、単葉で互生し、托葉はない。花序は総状花序になり、まばらに青色または白色の花をつける。花に小花柄があり、花序の基部にふつう苞がある。萼は5裂し、花後の果時にやや大きくなる。花冠は車型で5裂し、裂片は平開し、喉部に鈍い小突起がある。花冠裂片はつぼみ時に瓦重ね状にたたまれる。雄蕊は5個あるが、花筒内にあり外に出ない。子房は上位で、4室となる。果実は4個の分果で、分果は扁平で背面が凹入し、分果の縁は環状になり、縁にかぎ状の刺があるものと無いものがある。

## 分布
世界に約20種あり、ユーラシアとアフリカ北部に分布し、日本には4-5種ある。

## 種
和名および学名の記載はYListによる。日本に分布する種は、すべてが日本固有種。

### 日本に分布する種
- アキノハイルリソウ Omphalodes akiensis Kadota - 2009年に新種記載された。従来「広島県産ハイルリソウ」とされてきたもの。下部の葉腋から新枝が出るのは、ハイルリソウと同じであるが、根出葉の質が厚く葉柄があること、茎は太く春先から地面をはい長さが50cmにもなることが異なる。本州の広島県、鳥取県に分布する[4][5]。
- ヤマルリソウ Omphalodes japonica (Thunb.) Maxim. - ロゼット状になる根出葉が大きく、多数つく。茎は多数あり、茎の基部は倒れて上部が斜上し、花序は分枝しない。分果は縁が滑らか。本州の福島県以南、四国、九州に分布する[3][4]。
  - トゲヤマルリソウ Omphalodes japonica (Thunb.) Maxim. var. echinosperma Kitam. - ヤマルリソウの変種で、分果の縁にかぎ状の突起があるもの。四国の愛媛県と高知県に分布する[3][4]。
- ルリソウ Omphalodes krameri Franch. et Sav. - 根出葉より茎下部の葉が大きい。茎は直立し、花序はふつう二又になる。分果にかぎ状の突起がある。北海道西南部、本州の中部地方以北に分布する[3][4]。
- エチゴルリソウ Omphalodes laevisperma Nakai - ルリソウに似るが、分果にかぎ状の突起がないもの。本州の山形県、福島県、新潟県に分布する[4]。
- ハイルリソウ Omphalodes prolifera Ohwi - 根出葉は4-5個。花後、茎が地面に倒れ、下部の葉腋から新枝が出る。非常にまれな種で、本州の愛知県に分布するとされた[3]が、絶滅した可能性が高い[5][4]。絶滅危惧IA類(CR)-2012年レッドリスト。

## ギャラリー
- ヤマルリソウ
- ルリソウ
- エチゴルリソウ